# Elymnias deminuta
Elymnias deminuta är en fjärilsart som beskrevs av Otto Staudinger 1889. Elymnias deminuta ingår i släktet Elymnias och familjen praktfjärilar. Inga underarter finns listade i Catalogue of Life.